# Sinezona finlayi
Sinezona finlayi is een slakkensoort uit de familie van de Scissurellidae. De wetenschappelijke naam van de soort is voor het eerst geldig gepubliceerd in 1948 door Laws.